# Сексуална етика
Сексуална етика' је наука која се бави проучавањем људске сексуалности и изразом људске сексуалне активности. Сексуална етика настоји да разуме и процени моралне стране међуљудских односа и сексуалних активности са социјалног, културног и филозофског аспекта. Историјски гледано, сви појмови везани за сексуалну етику били су везани за религијске вредности. Сексуална етика укључује питања попут родног идентитета, сексуалне оријентације, сагласности у одређеним односима, сексуалне активностии репродукције.

## Терминологија и филозофски контекст
Појам етике и моралности често се користе као исти појам, али је етика понекад резервисана за међуљудске односе, док моралност покрива како међуљудска, тако и инхерентна питања.
Многи приступи примењеној етици се не слажу да постоји инхерентна моралност:
- Морални нихилизам је мета-етички став да ништа није инхерентно добро или лоше и да су све процене вредности људска творевина или бесмислица.
- Морални релативизам је мета-етички став да су морална просуђивања субјективна.
- Морални универзализам је мета-етички став да су морална просуђивања објективно тачна или нетачна, те да свако треба да се понаша по истој етици.

У филозофији, хедонизам је идеја да је задовољство једино истинско добро, те да себичне потребе треба да буду главни циљ у животу. Ово се може комбиновати са нихилизмом по себичном моралу или са утилитаризмом како би се пронашла максимизација среће за све. Неке религије добијају нормативну сексуалну етику из својих књига или учења, а крећу се од нихилистичког утилитаризма до сложенијих, фикснијих система за одређивање доброг и лошег.

## Флертовање
Флертовање може бити израз сексуалности и форма друштвене интеракције, где једна особа индиректно показује романтичну и/или сексуалну заинтересованост за другу особу. Ипак, флеротвање из забаве, без намере да се развије у било какву везу, поставља етичке дилеме и понекад наилази на неодобравање од стране других, било да је то због могућег погрешног тумачења као нечег озбиљнијег или да се сматра "варањем" ако је особа која флертује већ у романтичној вези са другом особом; или ако је особа којој је флертовање намењено у ексклузивној или озбиљној вези. Флертовање између људи дешава се из више разлога, укључујући жељу за сексуалним односом. Слично томе, када индивидуа одлучи да не учествује у флерту са другом особом, то може да означи недостатак сексуалне жеље или жеље за флертовањем из неких других разлога.

## Феминистички погледи
Феминисти желе да редефинишу женску сексуалност у свету. Главни интерес феминиста је да жене треба да имају право да контролшу своју сексуалност. Женска слобода избора, без обзира на сексуалност, треба да има предност у односу на породицу, друштво, државу и цркву. На основу историјског и културног контекста, феминистички погледи на сексуалност су се доста променили. Сексуална заступљеност у медијима, сексуалној индустрији и питањима везаним за пристанак на секс уз доминацију мушкарца су контроверзне теме међу феминистима. Дебата настала дивергенцијом феминистичких ставова кулминирала је крајем седамдесетих и осамдесетих година 20. века. Делови феминистичког покрета били су дубоко подељени овим дебатама, које су постале позназте као феминистички сексуални ратови. Феминистички сексуални ратови раздвојили су анти-порнографски феминизам од просексуалног.

## Брак
У свим културама, консензуални сексуални односи су прихватљиви у браку, У неким културама, сексуални однос изван брака је контроверзан, ако не и потпуно неприхватљив или чак илегалан. У неким земљама, као што су Саудијска Арабија, Пакистан, Авганистан, Иран, Малдиви, Мароко, Мауританија, Уједињени Арапски Емирати, Судан, Јемен, било која сексуална активност изван брака је илегална.
Као што је филозоф Мајкл Фокалт напоменуо, таква друштва често стварају просторе или хетеротопије око себе где секс може да се практикује и изван брака. Према његовој теорији, ово је разлог често необичне сексуалне етике која се видела код људи у борделима, азилима, бродовима или затворима. Сексуално изражавање је ослобођено друштвених контрола на таквим местима, док је у друштву сексуалност контролисана кроз институцију брака која друштвено санкционише сексуални чин. Постоје многи различити облици брака, али у већини култура које практикују брак, ванбрачни секс без одобрења партнера сматра се неетичним. Постоји низ сложених питања која спадају у категорију брака.
Када један члан брачне заједнице има сексуални однос са другом особом, без сагласности супружника, то се може сматрати неверством. У неким културама, овај поступак се може сматрати етичким ако се супружник сложи или прихватљивим све док партнер није у браку, док друге културе виде било који сексуални однос ван брака неетичним, са дозволом или без ње.
Штавише, институција брака доводи до питања предбрачног секса у коме људи који ће се можда у једном тренутку венчати, могу да ступе у сексуални однос са партнером за кога ће се или неће венчати. Различитре културе имају различите ставове о етици таквог понашања, неке их осуђују, док други сматрају да је то нормално и прихватљиво.

## Предбрачни секс
Предбрачни секс је сексуална активност између двоје људи који нису у браку једни са другима. Обично, обе странке нису у браку. Ово се може противити религијским или моралним основама, док појединачни ставови у датом друштву могу значајно да варирају. У последњих неколико деценија, предбрачни секс је све више постао друштвено и морално прихватљив у западним културама.

## Хомосексуалност
У древној Атини, сексуална привлачност између два мушкарца била је норма. У Леванту, међутим, особе које су починиле сексуалне радње биле су каменоване до смрти у истом периоду историје када је млади Алкибијад настојао да заведе Сократа да би покупио мудрост од њега. Како је Плато презентовао у њеоговом Симпозијуму, Сократ није био свакодневно са младим Алкибијадом, већ га је третирао као што су њега третирали отац или брат када би провели ноћ у истој постељи. У Ксенофонтовом Симпозијуму, Сократ је снажно говорио против мушкараца који љубе једни друге, рекавши да ће их то довести до ропства, тј. ризикују да их то доведе до неке зависности од хомосексуалних чинова.
Иако је било много дебата о хомосексуалности, постоје докази који подржавају идеју да су појединци рођени са својом сексуалном оријетацијом. Студија из 1991. године показала је да се хипоталамус хомосексуалца разликовао од хипоталамуса хетеросексуалца. Такође, постоји дебата о утицају средине на сексуалност појединца.
Већина модерних секуларних етичара изградили су етичке системе у којима је хомосексуалност питање индивидуалног избора и на које се на етичка питања одговара апелом да се не ометају активности које укључују сагласне одрасле особе. Међутим, тај систем иде у нешто другачији смер и захтева да ниједна особа која испуњава одређене критеријуме не може рационално одбити принцип који или санкционише или осуђује одређени чин. Према том систему, тешко је видети како ће се конструисати принцип који осуђује хомосексуалност, иако би одређена дела попут хомосексуалног силовања и даље била прилично јасни случајеви неетичког понашања.
У последњих неколико година, хомосексуалност је постала друштвено и морално прихватљива у западним културама.